# وولا لوبتسکا (استان اشوی‌داشکسیه)
وولا لوبتسکا (به لهستانی: Wola Lubecka) یک منطقهٔ مسکونی در لهستان است که در گمینا ووجسواو واقع شده‌است. وولا لوبتسکا ۱۸۰ نفر جمعیت دارد.